# Selenophanes
Genre
Selenophanes est un genre de papillons de la famille des Nymphalidae et de la sous-famille des Morphinae.

## Historique et  dénomination
Le genre  Selenophanes a été décrit par Otto Staudinger en 1887.

### Localisation
Ils résident en Amérique centrale et en Amérique du sud.

### Liste des espèces
- Selenophanes cassiope (Cramer, [1775]); présent en Colombie, en Bolivie, au Pérou, au Brésil, au Surinam et en Guyane.
- Selenophanes josephus (Godman & Salvin, [1881]); présent au Guatemala, à Panama, en Colombie et en Équateur.
- Selenophanes supremus Stichel, 1901; présent en Équateur et au Pérou[1].